# Грузевицька сільська рада
Грузеви́цька сільська́ ра́да — адміністративно-територіальна одиниця та орган місцевого самоврядування у Хмельницькому районі Хмельницької області. Адміністративний центр — село Грузевиця.

## Загальні відомості
- Територія ради: 23,78 км²
- Населення ради: 2 036 осіб (станом на 2001 рік)
- Територією ради протікає річка Південний Буг

## Населені пункти
Сільській раді були підпорядковані населені пункти:
- с. Грузевиця

## Склад ради
Рада складалася з 20 депутатів та голови.
- Голова ради: Данілов Володимир Володимирович

### Керівний склад попередніх скликань
| Прізвище, ім'я, по батькові     | Основні відомості                                                 | Дата обрання |  | Дата звільнення                               |
| ------------------------------- | ----------------------------------------------------------------- | ------------ |  | --------------------------------------------- |
| Дацков Леонід Анатолійович      | Сільський голова, 1954 року народження, член Народної партії      | 26.03.2006   |  | невідома (причина - смерть особи у 2009 році) |
| Данілов Володимир Володимирович | Сільський голова, 1968 року народження, освіта вища, безпартійний | 31.10.2010   |  | 28.12.2009                                    |

Примітка: таблиця складена за даними сайту Верховної Ради України

### Депутати
За результатами місцевих виборів 2010 року депутатами ради стали:

#### За суб'єктами висування
| Суб'єкт висування | Кількість обраних депутатів | %   |
| ----------------- | --------------------------- | --- |
| Самовисування     | 20                          | 100 |

#### За округами
| № округу | Прізвище, ім'я, по батькові      | Дата визнання обраним | Освіта             | Партійна приналежність                  | Відомості про обраного депутата                                         |
| -------- | -------------------------------- | --------------------- | ------------------ | --------------------------------------- | ----------------------------------------------------------------------- |
| 1        | Наконечний Юрій Миколайович      | 04.11.2010            | вища               | позапартійний                           | ЛТД «Класт Карго», мерчендайзер                                         |
| 2        | Петрів Любов Михайлівна          | 04.11.2010            | вища               | позапартійна                            | Грузевицька сільська рада, секретар                                     |
| 3        | Сідлецька Ольга Миколаївна       | 04.11.2010            | вища               | позапартійна                            | Дитячий содочок с. Грузевиця, вихователь                                |
| 4        | Побута Наталія Миколаївна        | 04.11.2010            | вища               | позапартійна                            | Грузевицька загальноосвітня школа, вчитель                              |
| 5        | Ткачук Надія Володимирівна       | 04.11.2010            | вища               | позапартійна                            | Грузевицька загальноосвітня школа, вчитель                              |
| 6        | Гончар Юрій Валерійович          | 04.11.2010            | середня            | позапартійний                           | тимчасово не працює                                                     |
| 7        | Бліндар Юрій Михайлович          | 04.11.2010            | середня            | позапартійний                           | Д/П «Новатор», охоронець                                                |
| 8        | Совінська Оксана Іванівна        | 04.11.2010            | вища               | позапартійна                            | Чорноострівська РЛ, медична сестра                                      |
| 9        | Гулько Анатолій Броніславович    | 04.11.2010            | середня            | член Конгресу Українських Націоналістів | пенсіонер                                                               |
| 10       | Свірщ Олександр Валерійович      | 04.11.2010            | середня            | позапартійний                           | Автомойка «Авіо», адміністратор                                         |
| 11       | Юськов Сергій Степанович         | 04.11.2010            | вища               | позапартійний                           | ВАТ «Укрнафта», оператор ІІІ розряду                                    |
| 12       | Дмитришина Наталія Павлівна      | 04.11.2010            | середня            | позапартійна                            | ХОПТД, працівник кухні                                                  |
| 13       | Білоус Олександр Іванович        | 04.11.2010            | вища               | позапартійний                           | АРЗ СП УМНС України, охоронець                                          |
| 14       | Кондратюк Микола Костянтинович   | 04.11.2010            | середня спеціальна | позапартійний                           | Кондратюк МК, голова ферерського господарства                           |
| 15       | Кондратюк Костянтин Петрович     | 04.11.2010            | вища               | позапартійний                           | Кондратюк ПК, керівник ферерського господарства                         |
| 16       | Завальнюк Олексій Анатолійович   | 04.11.2010            | середня спеціальна | позапартійний                           | ДЕПО ст. Гречани, машиніст-інструктор                                   |
| 17       | Златогурський Олег Олександрович | 04.11.2010            | вища               | позапартійний                           | ПП «Златтермобуд», директар                                             |
| 18       | Зарічнюк Людмила Миколаївна      | 04.11.2010            | вища               | позапартійна                            | Чорноострівський аграрний ліцей, вчитель                                |
| 19       | Боровицький Андрій Павлович      | 04.11.2010            | вища               | позапартійний                           | пенсіонер                                                               |
| 20       | Чемеринська Оксана Юріївна       | 04.11.2010            | вища               | позапартійна                            | Господарський суд Хмельницької області, начальник статистичного відділу |